# Fayetteville (Illinois)
Fayetteville és una població dels Estats Units a l'estat d'Illinois. Segons el cens del 2000 tenia 384 habitants.

## Demografia
Segons el cens del 2000, Fayetteville tenia 384 habitants, 138 habitatges, i 105 famílies. La densitat de població era de 570,2 habitants/km².
Dels 138 habitatges en un 35,5% hi vivien nens de menys de 18 anys, en un 64,5% hi vivien parelles casades, en un 8% dones solteres, i en un 23,9% no eren unitats familiars. En el 18,8% dels habitatges hi vivien persones soles el 5,8% de les quals corresponia a persones de 65 anys o més que vivien soles. El nombre mitjà de persones vivint en cada habitatge era de 2,78 i el nombre mitjà de persones que vivien en cada família era de 3,22.
Per edats la població es repartia de la següent manera: un 27,6% tenia menys de 18 anys, un 8,6% entre 18 i 24, un 30,5% entre 25 i 44, un 23,7% de 45 a 60 i un 9,6% 65 anys o més.
L'edat mediana era de 35 anys. Per cada 100 dones de 18 o més anys hi havia 110,6 homes.
La renda mediana per habitatge era de 35.417 $ i la renda mediana per família de 37.500 $. Els homes tenien una renda mediana de 26.250 $ mentre que les dones 22.045 $. La renda per capita de la població era de 12.163 $. Aproximadament el 16,7% de les famílies i el 21% de la població estaven per davall del llindar de pobresa.

## Poblacions properes
El següent diagrama mostra les poblacions més properes.